# Мађарска на Зимским олимпијским играма 1972.
Мађарска је учествовала на Зимским олимпијским играма које су одржане 1972. године у Сапороу, Јапан. Ово је било једанаесто учешће мађарских спортиста на зимским олимпијадама. Мађарска на овој олимпијади није освојила ниједну олимпијску медаљу, али је зато освојила два олимпијска поена.
На свечаном отварању игара заставу Мађарске је носила Жужа Алмаши, мађарски олимпијац и такмичарка у уметничком клизању. На ову смотру Мађарска је послала једног такмичара (једна женска такмичарка) која се такмичила у једном спорту и једној спортској дисциплини.

## Резултати по спортовима
У табели је приказан успех мађарских спортиста на олимпијади. У загради иза назива спорта је број учесника
Са појачаним бројевима је означен најбољи резултат.
Принцип рачунања олимпијских поена: 1. место – 7 поена, 2. место – 5 поена, 3. место – 4 поена, 4. место – 3 поена, 5. место – 2 поена, 6. место – 1 поен.

| Спортска дисциплина   | Освојено место | Освојено место | Освојено место | Освојено место | Освојено место | Освојено место | Олимпијски поени | Такмичари | Такмичари | Такмичари |
| Спортска дисциплина   |                |                |                | 4.             | 5.             | 6.             | Олимпијски поени | Мушки     | Женске    | Укупно    |
| Уметничко клизање (1) | 0              | 0              | 0              | 0              | 1              | 0              | 2                | 0         | 1         | 1         |
|                       |                |                |                |                |                |                |                  |           |           |           |
| Укупно                | 0              | 0              | 0              | 0              | 1              | 0              | 2                | 0         | 1         | 1         |

## Уметничко клизање
Жене
| Дисциплина      | Пар         | Резултат  | Позиција |
| --------------- | ----------- | --------- | -------- |
| Појединци, жене | Жужа Алмаши | 47/288,04 | 5.       |